# Suchinda Kraprayoon
Suchinda Kraprayoon (Tailandês: สุจินดา คราประยูร, RTGS : Suchinda Khraprayun; Thonburi, 6 de agosto de 1933 – Banguecoque, 10 de junho de 2025) foi um general e político aposentado do exército tailandês.

## Carreira
Como comandante-chefe do Exército Real da Tailândia (1990–1992), ele liderou o golpe de estado tailandês de 1991 em fevereiro e foi membro da junta chamada "Conselho Nacional de Manutenção da Paz". Um ano após o golpe, em 7 de abril de 1992, foi nomeado primeiro-ministro da Tailândia. Isso provocou protestos em massa que foram violentamente reprimidos durante o Maio Negro, que finalmente levaram à sua renúncia em 24 de maio de 1992.

### Golpe, Conselho Nacional de Manutenção da Paz e Primeiro-Ministro
Suchinda era um líder do Conselho Nacional de Manutenção da Paz, que conduziu o golpe de estado tailandês de 1991 que derrubou o governo eleito do primeiro-ministro Chatichai Choonhavan em 23 de fevereiro de 1991. O Conselho Nacional de Manutenção da Paz instalou o ex-diplomata Anand Panyarachun como primeiro-ministro.
Após as eleições gerais de 22 de março de 1992, cinco partidos designaram Suchinda como primeiro-ministro. Sua nomeação como primeiro-ministro em 7 de abril de 1992 resultou em grandes protestos, culminando em um toque de recolher geral e destacamento militar em Bangkok. No evento conhecido como Maio Negro, acredita-se que centenas de pessoas morreram quando soldados abriram fogo contra estudantes desarmados e manifestantes durante os protestos. Uma nova escalada foi evitada pela intervenção do rei Bhumibol.
Suchinda renunciou ao cargo de primeiro-ministro em 24 de maio de 1992. O vice-primeiro-ministro, Meechai Ruchuphan, tornou-se primeiro-ministro interino por um período interino até que o novo governo fosse designado. Ele foi sucedido por Anand Panyarachun.

### Pós-queda
Depois de renunciar, o general Suchinda foi nomeado presidente da Telecom Holdings, a holding da Telecom Asia. A Telecom Asia recebeu uma concessão sem precedentes para construir 2 milhões de linhas telefônicas em Bangkok depois que o Conselho Nacional de Manutenção da Paz tomou o poder.

## Morte
Kraprayoon morreu no dia 10 de junho de 2025, aos 91 anos.